# Севастопольская улица (Санкт-Петербург)
Севасто́польская у́лица — улица в Кировском районе Санкт-Петербурга. Состоит из двух разорванных участков — от Промышленной улицы до Оборонной улицы и от улица Зои Космодемьянской до Новоовсянниковской улицы.

## История
Первоначальное название 3-я Турбинная улица (от Промышленной до Оборонной улицы) известно с 1936 года, дано в связи с организацией производства паровых турбин на заводе «Красный путиловец». В конце 1940-х годов присоединён участок от улицы Зои Космодемьянской за Новоовсянниковскую улицу. Участок от Оборонной улицы до улицы Зои Космодемьянской так и не был открыт, хотя нумерация по нему имеется.
Современное название Севастопольская улица присвоено 31 июля 1950 года по городу Севастополю. Участок южнее Новоовсянниковской улицы упразднён в 1960-е годы.

## Достопримечательности
- детский сад (дом 2/24)
- детский сад (дом 9)
- ООО «Жилкомсервис № 2 Кировского района» (дом 19)